# Beat of Broken Hearts
Beat of Broken Hearts è un singolo della cantante svedese Klara Hammarström, pubblicato il 20 febbraio 2021 su etichetta discografica Warner Music Sweden.

## Descrizione
Con Beat of Broken Hearts la cantante ha preso parte a Melodifestivalen 2021, la competizione canora svedese utilizzata come processo di selezione per l'Eurovision Song Contest. È la sua seconda partecipazione dopo l'edizione 2020. Essendo risultata la quarta più votata dal pubblico fra i sette partecipanti alla sua semifinale, per accedere alla finale ha dovuto prima competere nella fase dei ripescaggi, superata la quale si è esibita nella finale, dove si è piazzata 6ª su 12 partecipanti.

## Tracce
Testi e musiche di David Kreuger, Fredrik Kempe, Niklas Carson Mattson e Andreas Wijk.
1. Beat of Broken Hearts – 3:02

## Classifiche
| Classifica (2021) | Posizione massima |
| ----------------- | ----------------- |
| Svezia            | 10                |